# Consell de Mallorca 1991-1995
El Consell Insular de Mallorca de la tercera legislatura (1991-1995) és un govern de pacte entre Partit Popular de les Illes Balears i Unió Mallorquina.

## Resultats electorals
| ← Eleccions al Parlament de les Illes Balears, Mallorca 21 de maig de 1991 → |         |       |        |      |
| Circumscripció de Mallorca (33 escons)                                       |         |       |        |      |
| Partit                                                                       | Vots    | %     | Escons | Dif. |
| Partit Popular (PP)                                                          | 130.275 | 47,52 | 18     | +1   |
| Partit Socialista de les Illes Balears (PSIB-PSOE)                           | 80.569  | 29,39 | 11     | =    |
| Partit Socialista de Mallorca (PSM-NM)                                       | 22.522  | 8,21  | 3      | +1   |
| Unió Independent de Mallorca (UIM)                                           | 8.429   | 3,07  | 1      | +1   |
| Centre Democràtic i Social (CDS)                                             | 8.137   | 2,97  |        | -3   |
| Els Verds (ELS VERDS)                                                        | 7.205   | 2,63  |        |      |
| Esquerra Unida (IU)                                                          | 7.006   | 2,56  |        |      |
| Convergència Balear (CB)                                                     | 5.513   | 2,01  |        |      |
| Falange Española de las JONS (FE-JONS)                                       | 600     | 0,22  |        |      |
| Coalición Alianza por la República (AR)                                      | 586     | 0,21  |        |      |
| Partido Radical Balear (PRB)                                                 | 549     | 0,20  |        |      |

A part, es varen recomptar 2.772 vots en blanc, que suposaven l'1,01% del total dels sufragis vàlids.

### Consellers electes
- Gabriel Cañellas i Fons (Coalició PP-UM)
- Joan Verger Pocoví (Coalició PP-UM)
- Guillem Vidal Bibiloni (Coalició PP-UM)
- José María González Ortea (Coalició PP-UM)
- Francesc Gilet Girart (Coalició PP-UM) (renúncia dia 8 de juny de 1993
  - Substituït per Francesc Xavier Salas Santos (15 de juny de 1993)
- Cristòfol Soler i Cladera (Coalició PP-UM)
- Andreu Mesquida Galmés (Coalició PP-UM)
- Maria Antònia Munar i Riutort (Coalició PP-UM)
- Joaquín Ribas de la Reyna (Coalició PP-UM)
- Pilar Ferrer Bascuñana (Coalició PP-UM)
- Andreu Riera Bennàsar (Coalició PP-UM)
- Joana Aina Vidal Burguera (Coalició PP-UM)
- Jesús G. Martínez de Dios (Coalició PP-UM)
- Pere Joan Morey Ballester (Coalició PP-UM)
- Maria Salom Coll (Coalició PP-UM)
- Carles Cañellas i Fons (Coalició PP-UM)
- Antoni Pascual Ribot (Coalició PP-UM)
- José M. Martínez Polentinos (Coalició PP-UM)
- Francesc Obrador Moratinos (PSIB-PSOE)
- Joan Francesc Triay Llopis (PSIB-PSOE)
- Josep Moll Marquès (PSIB-PSOE)
- Josep Joan Alfonso i Villanueva (PSIB-PSOE)
- Teresa Riera i Madurell (PSIB-PSOE)
- Llorenç Rus Jaume (PSIB-PSOE)
- Valentí Valenciano López (PSIB-PSOE)
- Damià Pons Pons (PSIB-PSOE)
- Joan Ferrà Capllonch (PSIB-PSOE)
- Francesca Bassa Cubells (PSIB-PSOE) (renúncia dia 9 de setembre de 1992)
  - Substituïda per Francesc Antich Oliver (29 de setembre de 1992)
- Antoni Pallicer Pujol (PSIB-PSOE)
- Mateu Morro Marcé (PSM‐EN) (renúncia dia 7 de maig de 1992)
  - Substituït per Maria Antònia Vadell Ferrer (12 de maig de 1992)
- Pere Sampol Mas (PSM‐EN)
- Sebastià Serra Busquets (PSM‐EN) (renúncia dia 11 de març de 1993)
  - Substituït per Antoni Sansó Servera (16 de març de 1993)
- Miquel Pascual Amorós (UIM)

## Consell Executiu
El Consell Executiu del Consell Insular de Mallorca és un òrgan col·legiat del govern insular integrat pel president del Consell, els vicepresidents i tots els consellers i les conselleres executives al qual correspon l'exercici de la funció executiva en relació amb les competències del Consell Insular, sens perjudici de les atribucions conferides a altres òrgans de govern.
Els departaments del Consell Insular de Mallorca són els òrgans en què s'organitza la institució i que es corresponen amb els diferents sectors de la seva activitat administrativa. Cada departament està dirigit per un conseller executiu o una consellera executiva, a qui corresponen les seves funcions respectives.
| Presidenta: Joan Verger Pocoví (Partit Popular) |

| 10 de juliol de 1991              | 1994                                        |                           |
| Vicepresident                     | Guillermo Vidal Bibiloni (Unió Mallorquina) | Joana Aina Vidal Burguera |
| Departament de ?                  | Joaquín Ribas de Reina                      |                           |
| Departament de ?                  | Guillermo Vidal Bibiloni                    |                           |
| Departament de Serveis Socials    | Joana Aina Vidal Burguera                   |                           |
| Departament de ?                  | Maria Salom Coll                            |                           |
| Departament d'Esports             | Andreu Riera Bennasar                       |                           |
| Departament de Cultura i Educació | María del Pilar Ferrer Bascuñana            |                           |
| Departament de Serveis Generals   | Antoni Pascual Ribot                        |                           |